# Chlorochrysa fulgentissima
Chlorochrysa fulgentissima, "blåstrupig tangara", är en fågelart i familjen tangaror inom ordningen tättingar. Den betraktas oftast som en underart av orangeörad tangara (Chlorochrysa calliparaea), men urskiljs sedan 2016 som egen art av Birdlife International och IUCN.
Fågeln förekommer i Anderna från sydöstra Peru (Puno) till västra Bolivia. Den kategoriseras av IUCN som livskraftig.